# Susan Gröndal
Susan Gröndal, folkbokförd Emma Adelaide Susanne Gröndal, född 12 april 1901 i Danderyds församling, Stockholms län, död 2 april 1995 i Danderyds församling, var en svensk textilkonstnär. 
Gröndal var anställd vid Licium 1941–1950 men representerade företaget redan på världsutställningen i New York 1939. Från 1942 ledde hon företagets profana avdelning som hon 1948 övertog under namnet Susan Gröndals verkstad och som hon drev till 1980. Gröndal finns representerad vid Nationalmuseum i Stockholm.
Hon var dotter till Gustaf Gröndal och Franziska, född Trüstedt. Susan Gröndal var ogift.
Hon är begravd på Djursholms begravningsplats där Gröndals har en familjegrav.